# Alleanza delle Forze Rivoluzionarie del Sudan Occidentale
L'Alleanza delle Forze Rivoluzionarie del Sudan Occidentale (AFRSO) è una coalizione di movimenti politico-militari creata il 20 gennaio 2006, quando il Movimento Giustizia e Uguaglianza (MGU) e il Movimento per la Liberazione del Sudan (MLS) si sono fusi in una singola alleanza di insorti della regione sudanese del Darfur.
L'AFRSO emise nell'occasione un comunicato-stampa in lingua francese e araba nella capitale del Ciad, N'Djamena in cui affermava che "I due movimenti hanno concordato di unire e di coordinare tutte le loro forze politiche, militari e sociali, le loro relazioni internazionali e di raddoppiare la loro capacità di combattimento in un unico organismo sotto il nome di Alleanza delle Forze Rivoluzionarie del Sudan Occidentale. Questa unione avrebbe rafforzato la solidarietà, la coesione e l'unità del popolo del Sudan in generale e della sua parte occidentale in particolare. Avrebbe inoltre rafforzato la posizione dei movimenti armati nei negoziati [di pace]", al momento in atto ad Abuja, in Nigeria."
Il presidente del MGU e il dottor Ibrahim Khalil dichiararono ai giornalisti: "Abbiamo dato vita a questa unione negli interessi del popolo del Darfur. Perdere tempo senza unire i nostri sforzi significa allungare i giorni del regime [di Khartum] che è diventato un fattore di disintegrazione del Paese".
La stampa ha scritto anche che l'accordo era stato firmato dal leader del MLS, Minni Arcua Minnawi.
L'AFRSO e il governo del Ciad erano concordi nell'opporsi a che il Sudan assumesse la guida dell'Unione Africana nel summit del 23 gennaio 2006.